# Lebeckia macrantha
Lebeckia macrantha är en ärtväxtart som beskrevs av William Henry Harvey. Lebeckia macrantha ingår i släktet Lebeckia och familjen ärtväxter. Inga underarter finns listade i Catalogue of Life.